# 鯨魚座AR
鯨魚座AR，又名BD-09 380，HD 12292、SAO 129624、HR 587，是鯨魚座的一颗恒星，视星等为5.51，位于銀經167.4，銀緯-65.25，其B1900.0坐标为赤經1h 55m 29s，赤緯-9° -65.25′ 29″。